# امیلی پروتکتر
امیلی پروتکتر (به انگلیسی: Emily Procter) (زاده ۸ اکتبر ۱۹۶۸) بازیگر آمریکایی است.
از فیلم‌های معروف او می‌توان به بازی در فیلم خانه مامان بزرگ ۲، گوئین‌اور و بری ماندی اشاره کرد.